# Catherine Demongeot
Pour les articles homonymes, voir Demongeot.
Catherine Demongeot, née le 16 mai 1950 dans le 6e arrondissement de Paris, est une actrice française notoirement connue pour avoir incarné durant son enfance, le personnage principal du film Zazie dans le métro en 1960. À l'âge de 27 ans, elle abandonne la comédie et devient enseignante après avoir séjourné aux États-Unis puis participe à des représentations artistiques, dans un cadre scolaire.

## Biographie
Durant son enfance, Catherine Demongeot est scolarisée au lycée Montaigne. Elle débute au cinéma dans Zazie dans le métro, réalisé par Louis Malle, dans lequel elle interprète le rôle-titre. Le cinéaste choisit délibérément une interprète à l'allure asexuée, qui ne risquerait pas de ressembler à une « lolita ». Philippe Noiret, principal interprète adulte du film, étant alors relativement peu connu, une grande partie de la promotion de l'œuvre tourne autour de Catherine Demongeot. L'enfant est très remarquée par la presse et fait la couverture de L'Express du 6 mars 1960. Une partie des médias s'émeut qu'une petite fille dise des « gros mots » (« Napoléon, mon cul », « vous n'êtes que des vieux cons »), ce à quoi Louis Malle répond que la fillette a interprété son rôle avec « une parfaite distanciation brechtienne ». Catherine Demongeot présente, pour la RTF, les programmes du nouvel an 1961, en compagnie d'un autre enfant acteur, Joël Flateau (interprète du film Sans famille). La notoriété de la fillette lui vaut de tourner plusieurs publicités, dont les cachets lui rapportent nettement plus que le rôle-titre de Zazie dans le métro ; elle passe ensuite plusieurs mois aux États-Unis où elle tourne des films éducatifs destinés à enseigner le français aux jeunes Américains.
Elle tourne ensuite la comédie populaire Faites sauter la banque, réalisée par Jean Girault, où elle interprète le rôle de la fille benjamine de Louis de Funès. Ayant beaucoup grandi et étant devenue moins extravertie, elle ne correspond plus à l'image laissée par Zazie dans le métro ; rôle lui ayant valu d'être engagée pour ce second film. Alain Cavalier, ancien assistant de Louis Malle, lui confie ensuite un petit rôle dans le film Mise à sac, principalement pour faire un clin d'œil au réalisateur de Zazie dans le métro. Le cinéma cesse ensuite de faire appel à elle. Dès lors, Catherine Demongeot se consacre à ses études et passe le CAPES puis l'agrégation de sciences sociales. Au cours de sa carrière d'enseignante, elle délivre des cours d'économie puis d'informatique. Longtemps embarrassée par son ancienne carrière d'enfant actrice, elle déclare en 2011 avoir une certaine nostalgie pour Zazie mais pas pour l'industrie du cinéma.

## Filmographie

### Cinéma
- 1960 : Zazie dans le métro de Louis Malle : Zazie
- 1964 : Faites sauter la banque de Jean Girault : Corinne Garnier
- 1967 : Mise à sac d'Alain Cavalier : Françoise

### Télévision
- 1966 : Fables de La Fontaine, épisode Le Chat, la Belette et le Petit Lapin d'Hervé Bromberger : Alice Cochard